# Contraalmirante Cordero
Contraalmirante Cordero är en ort i Argentina.   Den ligger i provinsen Río Negro, i den sydvästra delen av landet, 1 000 km sydväst om huvudstaden Buenos Aires. Contraalmirante Cordero ligger 303 meter över havet och antalet invånare är 2 782.
Terrängen runt Contraalmirante Cordero är platt, och sluttar österut. Närmaste större samhälle är Centenario, 11,8 km söder om Contraalmirante Cordero.
Trakten runt Contraalmirante Cordero består till största delen av jordbruksmark. Runt Contraalmirante Cordero är det ganska glesbefolkat, med 50 invånare per kvadratkilometer.